# Sandra Romain
Sandra Romain (született Mărioara Cornelia Popescu) (Temesvár, Románia, 1978. március 26. –) román pornószínésznő.
Az európai felnőtt iparban dolgozott 2005 nyaráig, ekkor átköltözött az Egyesült Államokba.
2007. január 13-án este a 24. AVN Awards Las Vegas-i díjkiosztón 4 díjat is nyert.

## További információ
- Hivatalos oldal
- Sandra Romain az Internet Movie Database-ben (angolul)